# Traditions et superstitions russes

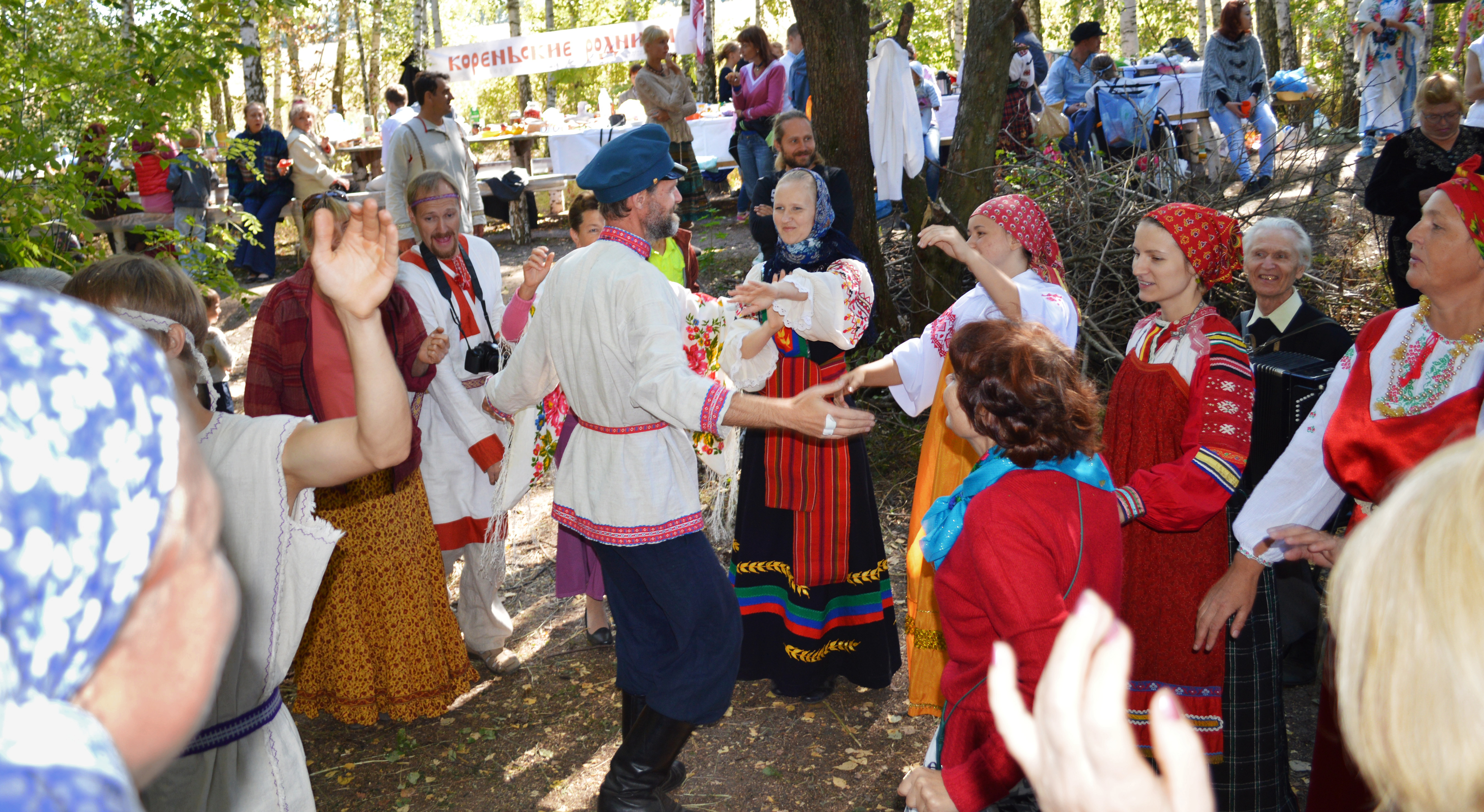
Danse russe (plyaska).

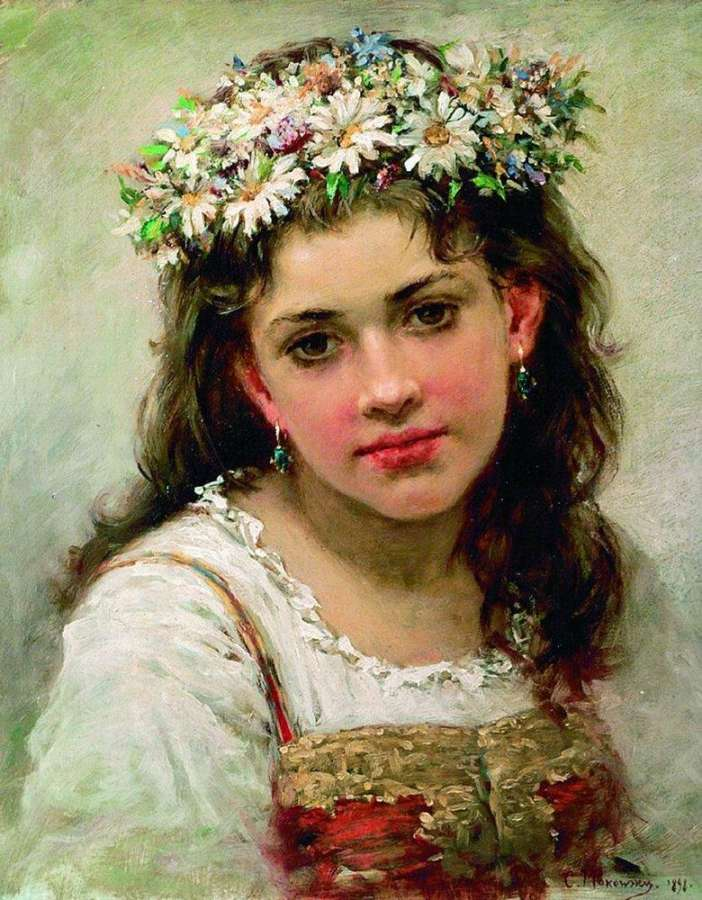
Kupala, couronne de fleurs. Constantin Makovski.

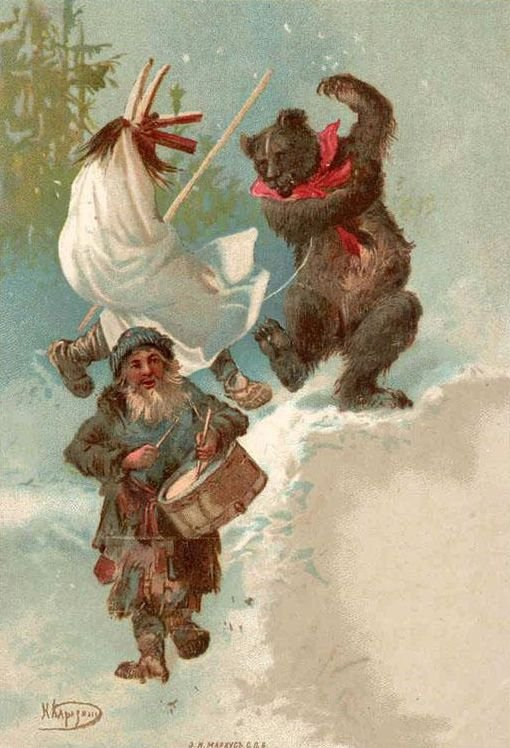
Koliada..

Les traditions et superstitions russes incluent les coutumes russes qui suivent le quotidien de la société russe grâce à certains codes moraux comme l'étiquette. Certaines coutumes dépendent de divers facteurs comme l'âge et la région. On a pu dire que « la Russie compte 140 millions de superstitieux ».

## Coutumes considérées comme des superstitions
- Quand un animal vous est offert, il faut donner une somme d'argent symbolique, par exemple un rouble.
- Dès qu'une bouteille est vide, ne la reposez pas sur la table mais sur le sol.
- Ne sifflez jamais dans un appartement, sinon vous aurez des problèmes d'argent et le propriétaire de l'appartement aussi.
- Avant de quitter la maison pour un voyage, asseyez-vous un instant sur vos valises ; le voyage se passera sans encombre.
- Ne pas serrer la main de quelqu'un ou donner quelque chose en se tenant sur le seuil de la porte.

## Traditions par rapport à l'alcool
En Russie, il y a quelques règles à respecter par rapport à la vodka. Votre premier verre de vodka que l'on vous propose doit être fini, il est important de le boire d'un trait et de ne reposer votre verre qu'une fois vide. Lorsque vous êtes à table, l'on vous demandera de porter un toast une fois qu'un autre aura commencé, faire un toast avec un verre vide est signe de malchance. Les bouteilles de vodka qui sont vides doivent être mises au sol.
Lorsque l'on boit à la mémoire d'une personne décédée, on ne trinque pas.

## «Cause et effet»
- Si vous portez un tee-shirt à l'envers, vous allez faire une nouvelle rencontre.

## Foyer
Lorsque vous arrivez chez des Russes, il faut que vous tendiez votre main tout en prenant garde à ne jamais saluer à travers la porte, il faut le faire à l'intérieur ou à l'extérieur. Une fois à l'intérieur, il faut se déchausser, les invités auront toujours des chaussons à leur disposition.
À la maison, il y a toujours une bougie allumée, et il ne faut jamais s'en servir pour allumer quelque chose (cigarette, charbon...), cette bougie a une valeur religieuse.
À table, le sel ne se passe pas de main à main, et pour conjurer le sort, il faut jeter un peu de sel sur l'épaule gauche de votre voisin.

## Galanterie
Bien que la galanterie se perde dans les lieux publics comme dans le métro, entre amis ou en compagnie d'une femme, on doit respecter quelques règles comme tenir la porte, raccompagner la personne chez elle, et veiller au confort de nos amis.